# Anne Summers
Anne Fairhurst Summers (née le 12 mars 1945) est une écrivain, féministe et chroniqueuse australienne.

## Biographie
Anne Summers nait le 12 mars 1945 à Deniliquin, en Nouvelle-Galles du Sud, en Australie. Elle est l’ainée des six enfants de Eileen Frances Hogan et Austin Henry Fairhurst Cooper.